# Udmurt
L'udmurt (удмурт кыл, udmurt kyl) és la llengua de branca finohongaresa de les llengües uralianes parlada pels habitants de la regió situada al nord-oest dels Urals, d'ètnia finlandesa oriental, que són els anomenats udmurts. Aquesta població fa un total de 750.000 habitants, tot i que només un 67% viu a la regió esmentada. La resta és dispersa en grups vers l'est i el sud. És propera al mordovià, mari i komi.

## Dialectes
Es divideix en dos dialectes:
- Septentrional, que inclou els besermians.
- Meridional, que inclou els grups de Viatka i Kama.

## Característiques
Per a l'escriptura, fa servir l'alfabet ciríl·lic des de finals del segle xviii: 
А/а, Б/б, В/в, Г/г, Д/д, Е/е, Ё/ё, Ж/ж, Ӝ/ӝ, З/з, Ӟ/ӟ, И/и, Ӥ/ӥ, Й/й, К/к, Л/л, М/м, Н/н, О/о, Ӧ/ӧ, П/п, Р/р, С/с, Т/т, У/у, Ф/ф, Х/х, Ц/ц, Ч/ч, Ӵ/ӵ, Ш/ш, Щ/щ, Ъ/ъ, Ы/ы, Ь/ь, Э/э, Ю/ю, Я/я
Cinc d'aquests caràcters (Ӝ/ӝ, Ӟ/ӟ, Ӥ/ӥ, Ӵ/ӵ, Ӧ/ӧ) són propis de l'alfabet udmurt.
Segons fonts russes, el parla mig milió de persones, però altres fonts més pessimistes afirmen que només 15.000 el tenen com a llengua materna. Forma el subgrup permià amb les parles komi, de les quals se'n diferenciava per les característiques:
- Accentuació en la síl·laba final de la paraula.
- Aparició de la mitja vocal ö només en la primera síl·laba de la paraula.
- Correspondència regular de dzh i dz amb R inicial de formes principals (dzhichi-ruch guineu).
- Presència de dues formes conjugals, un mode condicional acabat en el sufix sal i un mode futur amb els sufix o i lo.
- El lèxic conté molts préstecs turcs, per via del vell búlgar o del tàtar, així com alguns termes iranians.
- Manteniment de les vocals i i ï finals, que cauen en el komi, com bibuli- bobul ('farfallejar').
- Sovintegen els compostos de dos termes que, units, donen un concepte més general i únic, per exemple im ('boca') i nir ('nas'); nil ('noia') i pi ('noi', 'nen', 'fillol').